# Anchietea peruviana
Anchietea peruviana là một loài thực vật có hoa trong họ Hoa tím. Loài này được Melch. mô tả khoa học đầu tiên năm 1924.